# ألفرد كارول
ألفرد كارول هو سياسي كندي، ولد في 2 مارس 1846، وتوفي في 9 يونيو 1924.